# Rublo bielorusso
Il rublo bielorusso (in bielorusso рубель?, codice ISO 4217, prima del 2000 - BYB) è la valuta ufficiale della Bielorussia. Il simbolo della valuta è Br. 1 rublo è diviso in 100 kapiejka, non più in circolazione già da qualche anno a causa dell'inflazione interna del Paese; ad oggi infatti la nuova abbreviazione della valuta è BYN.

## Storia

### Primo rublo (1992-2000)
La necessità di una valuta propria fu puramente una scelta tecnica. Gli alti livelli di inflazione nell'Unione Sovietica tra la fine degli anni '80 e l'inizio degli anni '90 crearono la necessità per le banche bielorusse di aumentare la quantità di denaro fisico per le operazioni quotidiane. Il crollo dell'Unione Sovietica ha indotto le persone a fare scorta di merci che richiedevano il pagamento in contanti. La filiale bielorussa della 	
Banca statale dell'URSS non aveva la capacità o il permesso di stampare banconote sovietiche, quindi il governo decise di introdurre la propria valuta nazionale per alleviare un po' la situazione di mancanza di denaro contante. Dalla fine dell'URSS fino al maggio 1992, il rublo sovietico ha circolato in Bielorussia insieme al rublo bielorusso. Circolarono anche le nuove banconote della recente Federazione Russa ma furono sostituite da banconote emesse dalla Banca Nazionale della Repubblica di Bielorussia nel maggio 1992. Al primo rublo bielorusso fu assegnato il codice ISO BYB e sostituì il rublo sovietico al cambio di 1 BYB = 10 rubli sovietici. Ci vollero circa due anni prima che il rublo bielorusso diventasse l'unica valuta ufficiale del paese.

### Secondo rublo (2000-2016)
Nel 2000 venne introdotto un nuovo rublo con codice ISO BYR, che sostituì il vecchio al tasso di 1 BYR = 1.000 BYB. Praticamente con questa nuova denominazione vennero eliminati tre zeri. Furono emesse solo banconote e le uniche monete coniate furono quelle destinate ai collezionisti.

### Terzo Rublo (dal 2016)
Il 1º luglio 2016 venne introdotto un nuovo rublo con codice ISO BYN, che sostituì il secondo al tasso di 1 BYN = 10.000 BYR e diviso in 100 kapiejka. Con questa nuova denominazione furono eliminati dalla moneta i quattro zeri e per la prima volta nella storia del Paese vennero emesse sia banconote che monete.

## Monete
La Banca nazionale bielorussa non ha emesso monete in rubli fino al 2009 a causa dell'elevatissima inflazione della valuta (70% al settembre 2011). Sono state emesse nel 2016 (con millesimo 2009) le seguenti monete:
| Valore    | Emissione | Immagine | Immagine | Specifiche    | Specifiche    | Specifiche | Specifiche    | Specifiche                                                                            | Descrizione                                                                               | Descrizione                                                                  |
| Valore    | Emissione | Davanti  | Retro    | Diametro (mm) | Spessore (mm) | Massa (g)  | Bordo         | Composizione                                                                          | Davanti                                                                                   | Retro                                                                        |
| --------- | --------- | -------- | -------- | ------------- | ------------- | ---------- | ------------- | ------------------------------------------------------------------------------------- | ----------------------------------------------------------------------------------------- | ---------------------------------------------------------------------------- |
| 1 Kopek   | 2009      |          |          | 15            | 1,25          | 1,5        | Liscio        | acciaio placcato rame                                                                 | Emblema della Bielorussia, nome del Paese e anno di coniazione                            | Valore e ornamento che simboleggia ricchezza e prosperità                    |
| 2 Kopeks  | 2009      |          |          | 17,5          | 1,25          | 2,1        | Liscio        | acciaio placcato rame                                                                 | Emblema della Bielorussia, nome del Paese e anno di coniazione                            | Valore e ornamento che simboleggia ricchezza e prosperità                    |
| 5 Kopeks  | 2009      |          |          | 19,8          | 1,25          | 2,7        | Liscio        | acciaio placcato rame                                                                 | Emblema della Bielorussia, nome del Paese e anno di coniazione                            | Valore e ornamento che simboleggia ricchezza e prosperità                    |
| 10 Kopeks | 2009      |          |          | 17,7          | 1,8           | 2,8        | Scanalato     | acciaio placcato ottone                                                               | Emblema della Bielorussia, nome del Paese e anno di coniazione                            | Valore e ornamento che simboleggia fecondità e forza vitale                  |
| 20 Kopeks | 2009      |          |          | 20,35         | 1,85          | 3,7        | Scanalato     | acciaio placcato ottone                                                               | Emblema della Bielorussia, nome del Paese e anno di coniazione                            | Valore e ornamento che simboleggia fecondità e forza vitale                  |
| 50 Kopeks | 2009      |          |          | 22,25         | 1,55          | 3,95       | Scanalato     | acciaio placcato ottone                                                               | Emblema della Bielorussia, nome del Paese e anno di coniazione                            | Valore e ornamento che simboleggia fecondità e forza vitale                  |
| 1 rublo   | 2009      |          |          | 21,25         | 2,3           | 5,6        | Scanalato     | acciaio placcato nichel                                                               | Emblema della Bielorussia, nome del Paese e anno di coniazione                            | Valore e ornamento che simboleggia la ricerca della felicità e della libertà |
| 2 rubli   | 2009      |          |          | 23,5          | 2             | 5,81       | Con incisione | Anello esterno in acciaio placcato ottone e parte centrale in acciaio placcato nichel | Emblema della Bielorussia, nome del Paese e anno di coniazione diviso da ornamento Bahach | Valore e ornamento che simboleggia la ricerca della felicità e della libertà |

## Banconote
Le banconote attualmente in circolazione hanno i seguenti valori:
- 5 rubli
- 10 rubli
- 20 rubli
- 50 rubli
- 100 rubli
- 200 rubli
- 500 rubli

## Balzo del 29 ottobre 2011
1 euro valeva 8.140 rubli fino al 28 ottobre 2011. Il giorno dopo balzò a 12.024 rubli per 1 euro.